# Alfa Pictoris
Alfa Pictoris (α Pic / HD 50241 / HR 2550) es la estrella más brillante de la constelación de Pictor, de magnitud aparente +3,24. Sin nombre propio —la única estrella que lo tiene en la constelación es la estrella de Kapteyn—, es mucho menos conocida que β Pictoris, cuya fama se debe al disco circunestelar que tiene en torno suyo.
Situada a 99 años luz del sistema solar, Alfa Pictoris es una estrella blanca de tipo espectral A7IV. Su luminosidad, 35 veces mayor que la del Sol, indica que es una estrella subgigante; en su núcleo el hidrógeno se está acabando —o se ha terminado ya—, y la estrella está comenzando a crecer, siendo su radio 3,1 veces mayor que el radio solar.
Tiene una temperatura efectiva de aproximadamente 7950 K y una masa de 2,22 masas solares.
A su edad de 1000 millones de años acaba de abandonar la secuencia principal, un período 10 veces menor que el que empleará el Sol —en torno a 10 000 millones de años— en abandonar la secuencia principal y empezar a su vez la etapa de subgigante.
Como otras estrellas análogas, Alfa Pictoris gira mucho más deprisa que el Sol, con una velocidad de rotación de al menos 205 km/s.
Su período de rotación es igual o inferior a 18 horas.
La estrella polar austral de Mercurio es Alfa Pictoris.